# Мекленбург-Штреліцьке герцогство
Мекленбург-Штреліцьке герцогство (нім. Herzogtum Mecklenburg-Strelitz) — герцогство в Північній Німеччині, що складалось зі східної частини історичного регіону Мекленбург, що приблизно відповідає сучасному району Мекленбург-Штреліц (колишня Штаргардська сеньйорія), і західного ексклаву Рацебурзького князівства (колишнього Рацебурзького князівства-єпископства), яке знаходилось переважно на заході сучасної району Північно-Західний Мекленбург. На момент заснування основна частина герцогства межувала з територією Шведської Померанії на півночі та Бранденбурга на півдні; Рацебург межував із Саксен-Лауенбурзьким герцогством і Вільним містом Любек.

## Історія
Після більш ніж п'ятирічної суперечки щодо спадкоємства Мекленбурзького дому герцогство було створено в 1701 році на території колишнього Мекленбург-Гюстровського герцогства. Гюстровська гілка дому Мекленбургів вимерла зі смертю герцога Густава Адольфа в 1695 році. Герцог Фрідріх Вільгельм Мекленбург-Шверінський претендував на спадщину, але йому довелося дати раду вимогам свого дядька Адольфа Фредеріка, чоловіка Марії Мекленбург-Гюстровської, дочки Густава Адольфа. Емісари Нижньосаксонського кола нарешті досягли компромісу 8 березня 1701 року. Угода створила остаточний поділ Мекленбурга та була скріплена Гамбурзьким договором 1701 року. Розділ 2 договору встановлював самостійне Мекленбург-Штреліцьке герцогство та призначав його Адольфу Фредеріку разом із Рацебурзьким князівством на західному кордоні  Мекленбурга на південь від Любека, володіння Штаргард на південному сході Мекленбурга з містами Нойбранденбург, Фрідланд, Вольдегк, Штреліц, Бург-Штаргард, Фюрстенберг/Гафель і Везенберг, а також комтури Міров і Немеров. Водночас було підтверджено принцип первородства, а право скликати спільний ландтаг було збережено за герцогом Мекленбург-Шверінським. Положення 1701 року зберігалися з незначними змінами до кінця монархії. Обидві сторони продовжували називати себе герцогами Мекленбурзькими; Адольф Фрідріх оселився в Стреліці.
Штреліцьке герцогство залишалося одним із найвідсталіших регіонів імперії. Тим не менш, його принцеси досягли видатних шлюбів: принцеса Шарлотта Мекленбург-Штреліцька, сестра герцога Адольфа Фредеріка IV, вийшла заміж за короля Георга III у 1761 році, таким чином ставши королевою-консортом Великої Британії. Її племінниця, принцеса Луїза Мекленбург-Штреліцька, донька герцога Карла II, великого герцога Мекленбурзького, вийшла заміж за Фрідріха Вільгельма III Гогенцоллерна в 1793 році і стала королевою-консортом Пруссії в 1797 році. Інша її племінниця, сестра Луїзи, принцеса Фрідеріка Мекленбург-Штреліцька, вийшла заміж у 1815 році за принца Ернеста Августа, герцога Камберлендського, який у 1837 році став королем Ганновера, зробивши її королевою-консортом Ганновера.
У вересні 1755 року Мекленбург-Штреліц прийняв конституцію братського герцогства. У 1806 році його вдалося уникнути французької окупації завдяки добрим відносинам з королем Баварії. У 1808 році її герцог Карл приєднався до наполеонівського Рейнського союзу, але в 1813 році вийшов з нього. Віденський конгрес визнав Мекленбург-Штреліц і Мекленбург-Шверін великими герцогствами та членами Німецького союзу .